# چوبرا (صربستان)
چوبرا (به صربی: Čubra) یک منطقهٔ مسکونی در صربستان است که در نگوتین واقع شده‌است. چوبرا ۵۵۷ نفر جمعیت دارد.